# Faramea trinervia
Faramea trinervia là một loài thực vật có hoa trong họ Thiến thảo. Loài này được K.Schum. & Donn.Sm. mô tả khoa học đầu tiên năm 1901.